# Innen sieht es anders aus
Innen sieht es anders aus ist ein 2005 im Gabriel Verlag erschienenes Jugendbuch von Christine Biernath, das sich mit den Themen Verlust, Depressionen, Selbstverletzung und Suizid bei Jugendlichen auseinandersetzt. Das Buch wurde 2006 für den Buxtehuder Bullen nominiert.

## Inhalt
Svenja, die Protagonistin der Geschichte, kommt aus einer gutbürgerlichen Familie und lebt bei ihren Eltern und ihrer kleinen Schwester Katarina, die von ihr Katinka genannt wird. Als sie sich in einen obdachlosen Punk namens Mike verliebt, sind ihre Eltern nicht begeistert. Ihre Eltern sind eher streng, dennoch schafft sie es in manchen Situationen, sich Freiraum zu verschaffen, um alleine mit Mike zu sein.
Durch Zufall kommen die Eltern hinter das heimliche Treffen zwischen Svenja und Mike, welche danach strengere Regeln aufstellen und Svenja in den Ferien als Strafe mit ihrer kleinen Schwester zu ihren Großeltern, die einen Bauernhof betreiben, schicken. Sie stellt sich stur, will mit keinem Menschen mehr sprechen – auch nicht mit ihrer Schwester, die sie bei ihren Eltern verpetzt hat.
Sie schreibt alles in ein Tagebuch, das sie von ihren Großeltern geschenkt bekommt. Es soll noch schlimmer werden: Als Katinka Svenja dazu überredet, in einem nahegelegenen See schwimmen zu gehen, passiert etwas Schreckliches: Katinka ertrinkt vor Svenjas Augen. Diese kann mit diesem Verlust nicht umgehen und versucht seitdem sich von der Öffentlichkeit abzukapseln. Ihre Schulnoten verschlechtern sich, mit ihrer besten Freundin Rike hat sie auch keinen Kontakt mehr. Dann bekommt ihre Klasse auch noch einen neuen Mitschüler namens Oliver, der sich neben sie setzt und sie nicht in Ruhe lassen will. Irgendwann gibt Svenja nach und die beiden verstehen sich immer besser. Zu Mike, der inzwischen drogensüchtig ist, hat sie auch keinen Kontakt mehr, obwohl sie oft und sehr intensiv nach ihm gesucht hatte. Ihre Eltern interessieren sich nicht wirklich für Svenja oder für sich gegenseitig. Irgendwann hält Svenja es nicht mehr aus und versucht sich mithilfe der Schlaftabletten ihrer Mutter, die sie heimlich mitgenommen hatte, umzubringen.
Schließlich wendet sich jedoch alles zum Guten. Rike kam sie im Krankenhaus besuchen und die beiden verstehen sich wieder genauso gut wie vorher. Oliver und Svenja empfinden doch etwas mehr als Freundschaft und auch ihre Eltern verhalten sich wieder normal und wollen zu einer Familientherapeutin. Svenja freut sich nun auf ihr weiteres Leben, auch wenn es nicht immer leicht sein wird. Aber sie weiß, dass sie es schaffen kann.

## Stil
Der Stil wird aus der Sicht Svenjas wiedergegeben. Zeitweise wird die Geschichte auch in Form von Tagebucheinträgen erzählt. Vergleichen lässt sich der Schreibstil teilweise auch mit dem Briefroman Die Leiden des jungen Werthers von Johann Wolfgang von Goethe. Dieser Roman ist aus der Sicht Werthers geschrieben, der seinem Freund Wilhelm Briefe über seine Erlebnisse in Wahlheim berichtet.